# Monte Ortobene
Monte Ortobene er et bjerg på den italienske ø Sardinien umiddelbart øst for byen Nuoro. Bjerget er 955 meter højt og har i mange år været et populært udflugtsmål for indbyggerne i Nuoro. På toppen af bjerget står en stor frelserstatue, udført af Vincenzo Jerace, opstillet i 1901. Fra den lille kirke, La Solitudine, i udkanten af Nuoro går der såvel sti som bilvej op til toppen, hvor der findes restauranter, barer, legeplads m.m. Der er endvidere busforbindelse fra Nuoro til toppen. Fra toppen er der en flot udsigt, og i klart vejr er det muligt at se havet.
Det meste af bjerget er dækket af skov, og der er et rigt plante- og dyreliv, bl.a. lever der vildsvin, brud, skovmår, ræv og hare. Af fugle kan nævnes sardisk agerhøne, stor flagspætte, lille flagspætte, blådrossel, ringdue, sardisk sanger, duehøg, spurvehøg, tårnfalk, musvåge, vandrefalk og kongeørn.
Den sardiske forfatter, Grazia Deledda, der i 1926 fik Nobelprisen i litteratur beskriver Monte Ortobene således: Nej, det er ikke sandt, at Monte Ortobene kan sammenlignes med andre bjerge; der er kun et Monte Ortobene i hele verdenen; det er vores hjerte, det er vores sjæl, vores karakter; alt det, der er stort og småt, venligt og hårdt og strengt og smerteligt i os.

## Billedgalleri
- Monte Ortobene
- Frelserstatuen på Monte Ortobene
- Monte Ortobene set fra nuragh Tanca Manna i udkanten af Nuoro

40°19′17″N 9°22′17″Ø / 40.3213°N 9.3713°Ø